# Boops boops
Pour les articles homonymes, voir Bogue.
Espèce
Statut de conservation UICN

 LC  : Préoccupation mineure
Boôps boôps, communément appelée bogue, est une espèce de poissons marins de la famille des sparidés. La bogue est une espèce largement répandue aussi bien en Atlantique oriental qu'en Méditerranée. Elle présente un caractère semi démérsal et vit au-dessus du plateau continental sur tous les fonds jusqu'à 490 m ; elle est plus abondante dans les cent premiers mètres.

## Étymologie
grec βόωψ bòōps (boops) = œuil de bœuf; bovin (avec des yeux de bovin) subs. inv[réf. nécessaire].